# Fellype Gabriel de Melo e Silva
Fellype Gabriel (*Río de Janeiro, Brasil, 6 de diciembre de 1985), futbolista brasileño. Juega de volante y su primer equipo fue Flamengo.

## Clubes
| Club        | País              | Año       |
| ----------- | ----------------- | --------- |
| Flamengo    | Bandera de Brasil | 2004-2006 |
| Cruzeiro EC | Bandera de Brasil | 2007-2012 |
| Botafogo    | Bandera de Brasil | 2012      |

## Palmarés

### Campeonatos nacionales
| Título             | Club     | País              | Año  |
| ------------------ | -------- | ----------------- | ---- |
| Campeonato Carioca | Flamengo | Bandera de Brasil | 2004 |
| Copa de Brasil     | Flamengo | Bandera de Brasil | 2006 |

- Datos: Q197600